# بریگس ۴۲۰۹
سیارک ۴۲۰۹ (به انگلیسی: 4209 Briggs، نامگذاری:1986TG4) چهار هزار و دویست و نهمین سیارک کشف شده‌است که در ۴ اکتبر ۱۹۸۶ کشف شد.
قدر مطلق سیارک برابر ۱۰٫۸۰ است.